# یواس‌اس د سوتو کانتی (ال‌اس‌تی-۱۱۷۱)
یواس‌اس د سوتو کانتی (ال‌اس‌تی-۱۱۷۱) (به انگلیسی: USS De Soto County (LST-1171)) یک کشتی بود که طول آن ۴۴۵ فوت (۱۳۶ متر) بود. این کشتی در سال ۱۹۵۷ ساخته شد و از ۲۸ فوریه همان سال رسما شروع به فعالیت کرد.